# Dendrodontia bicolor
Dendrodontia bicolor är en svampart som först beskrevs av P.H.B. Talbot, och fick sitt nu gällande namn av Hjortstam & Ryvarden 1980. Dendrodontia bicolor ingår i släktet Dendrodontia och familjen Corticiaceae.   Inga underarter finns listade i Catalogue of Life.